# Jane Barlow
Pour les articles homonymes, voir Barlow.
Jane Barlow (17 octobre 1856 - 17 avril 1917) est une écrivaine irlandaise, connue pour ses romans et poèmes décrivant la vie de la paysannerie irlandaise, principalement à Lisconnel et Ballyhoy, en relation avec les propriétaires et la grande famine.

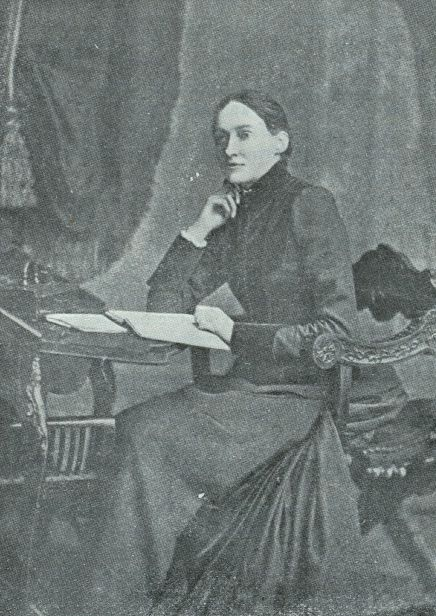
Jane Barlow

## Biographie
Barlow est la deuxième enfant et la fille aînée du révérend James William Barlow, vice-provost du Trinity College de Dublin. Née à Dollymount, Clontarf dans le comté de Dublin, elle passe la majeure partie de sa vie à Raheny, alors un village du comté de Dublin, dans la maison du bourg de Ballyhoy qui s'appelle alors « The Cottage » : 

« La maison est connue sous différents noms au fil des ans, comme « Ballyhoy », « The Cottage » et « Raheny House ». Construite au 18e siècle à l'origine avec un toit de chaume, une autre aile est ajoutée dans les années 1840. [...] En 1986, elle devient la maison de retraite de la Garda Síochána et la maison d'origine est incorporée dans ces nouveaux ajouts,,. »

Elle est éduquée par la gouvernante de la famille et son père. Elle maîtrise le français et l'allemand, est une talentueuse spécialiste de la musique classique et une pianiste accomplie. Elle voyage beaucoup dans toute l'Irlande et, durant sa vingtaine, elle visite l'Italie, la France, la Grèce et la Turquie. Lorsque l'université de Dublin commence à décerner des diplômes aux femmes, Barlow est l'une des premières « à recevoir la plus haute distinction honorifique qu'un ancien siège de la science pouvait décerner », c'est-à-dire celui de Doctor of Letters (D.Litt).
Miss Barlow a un grand succès avec la collection d'histoires Irlandaises idylles (1892). En neuf éditions, il a été lu en France, en Allemagne, en Grande-Bretagne et en Amérique. Elle reçoit son doctorat honorifique en lettres de l'Université de Dublin et collabore à la National Literary Society de Dublin. Elle est amie avec Katharine Tynan et Sarah Purser, qui peignent son portrait en 1894.
Après la mort de son père en 1913, elle et ses frères et sœurs déménagent à Bray, dans le comté de Wicklow. À ce moment-là, elle souffre de mauvaise santé et de mauvaise humeur, mais elle continue à écrire. Elle meurt à Bray, le 17 avril 1917. Dans sa nécrologie du 18 avril 1917, The Irish Times ne dit rien de sa santé, ni d'une cause de décès.
Barlow est membre de la Society for Psychical Research pendant plus de 25 ans. Peu de temps avant sa mort, elle est élue à son comité de référence et de publication.

## Travaux
Barlow publie sous son propre nom et sous le pseudonyme de Felix Ryark. Elle a co-écrit avec son père sous le pseudonyme Antares Skorpios. Les recueils de romans et de poésie de Barlow comprennent : 
- History of the World of Immortals Without a God (1891), en tant que Antares Skorpios[6]
- Bog-land Studies (1892)
- Irish Idylls (1892), édité neuf fois
- The End of Elfintown (Macmillan, 1894), poésie illustrée par Laurence Housman, (LCCN 02006329)
- Kerrigan's Quality (1894)
- The Battle of the Frogs and Mice (1894), illustrations par Francis Bedford
- Strangers at Lisconnell, a Second Series of Irish Idylls (1895)
- A Creel of Irish Stories (1897)
- From the East unto the West (1898)
- From the Land of the Shamrock (Methuen, 1900) ( Short Stories)
- Ghost-Bereft (1901)
- The Founding of Fortunes (1902)
- By Beach and Bog Land (1905)
- Irish Neighbours (1907)
- The Mockers and Other Verses (1908)
- A Strange Land (Hutchinson, 1908), en tant que Felix Ryark[7]
- Irish Ways (1909)
- Doings and Dealings (1913)
- Between Doubting and Daring (1916)
- In Mio's Youth (1917)